# Jean-François de Saint-Lambert
Jean-François, marquis de Saint-Lambert, né à Nancy le 26 décembre 1716 et mort à Paris le 9 février 1803, est un militaire, philosophe, conteur et poète lorrain puis, après 1766, français.

## Biographie
Issu d’une famille noble mais peu fortunée, Jean-François de Saint-Lambert passa sa jeunesse à Affracourt. Il fit ses études au collège de Pont-à-Mousson puis servit dans les gardes lorraines du roi Stanislas Leszczyński, avant de devenir grand-maître de sa garde-robe. Grand, distingué, taciturne, ne riant jamais, refusant de flatter quiconque, un rien sauvage, les femmes l’adoraient.

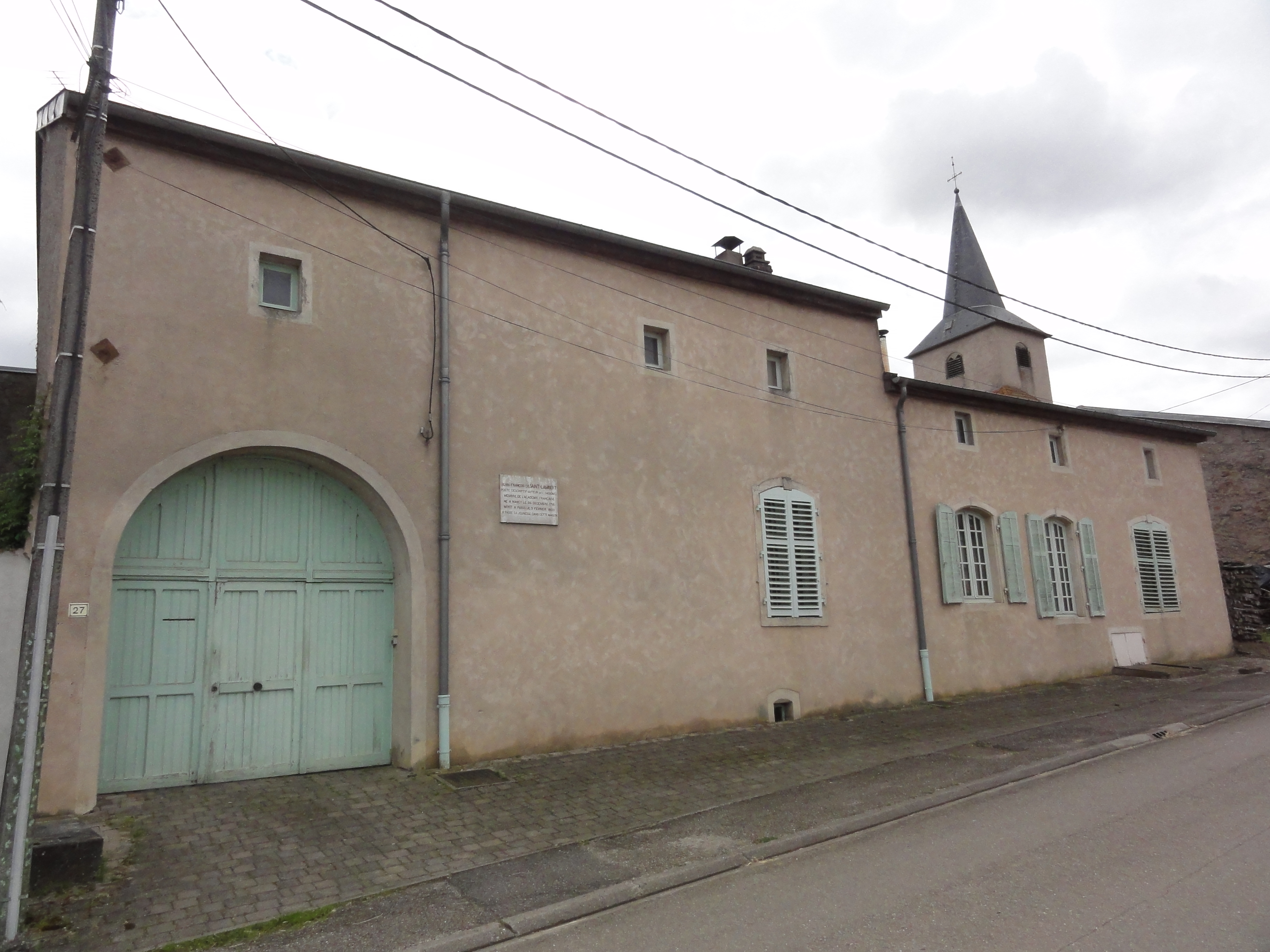
Affracourt, la maison où habitait J.-F. de Saint-Lambert
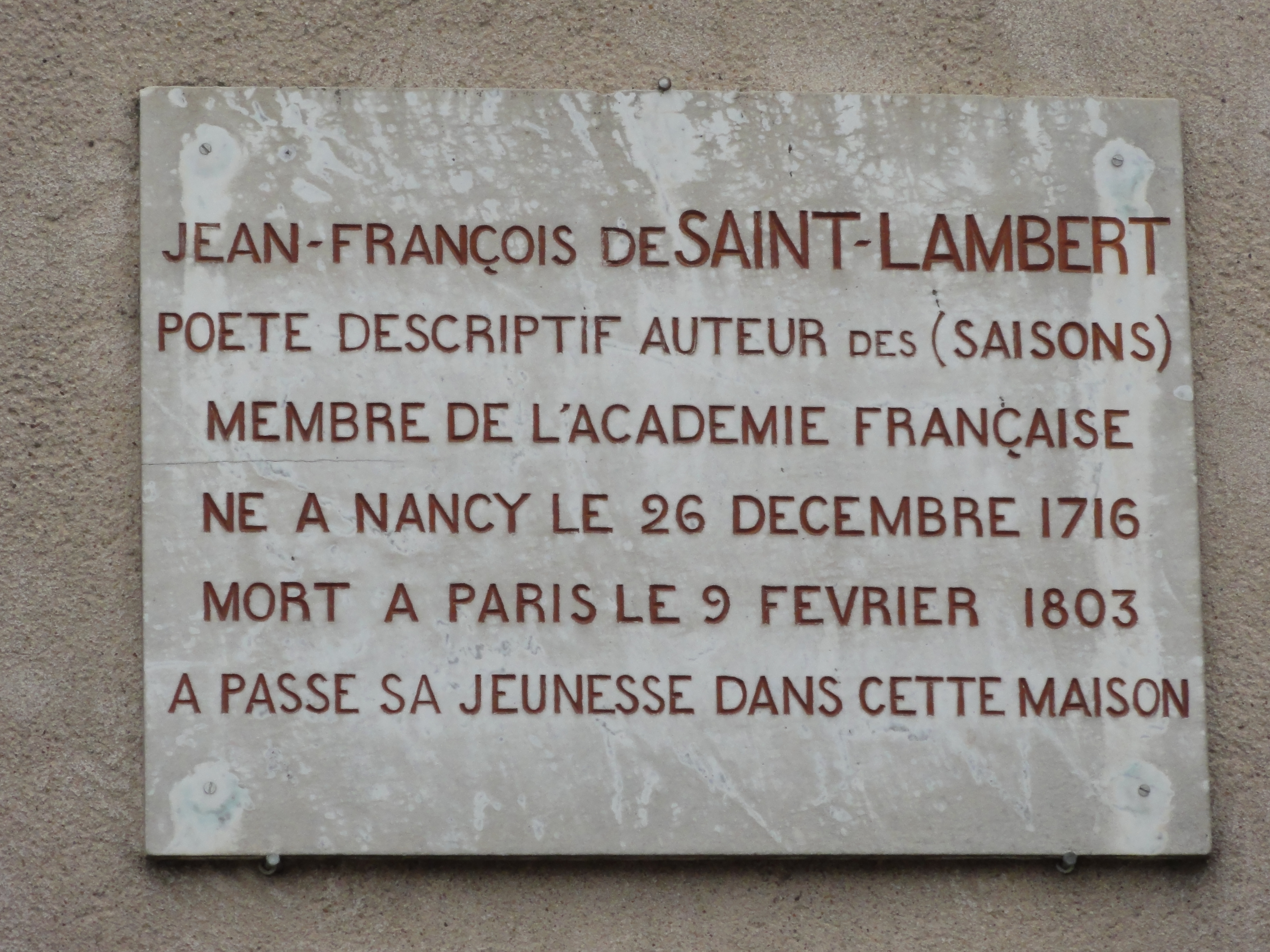
Affracourt, plaque de la maison où habitait J.-F. de Saint-Lambert.
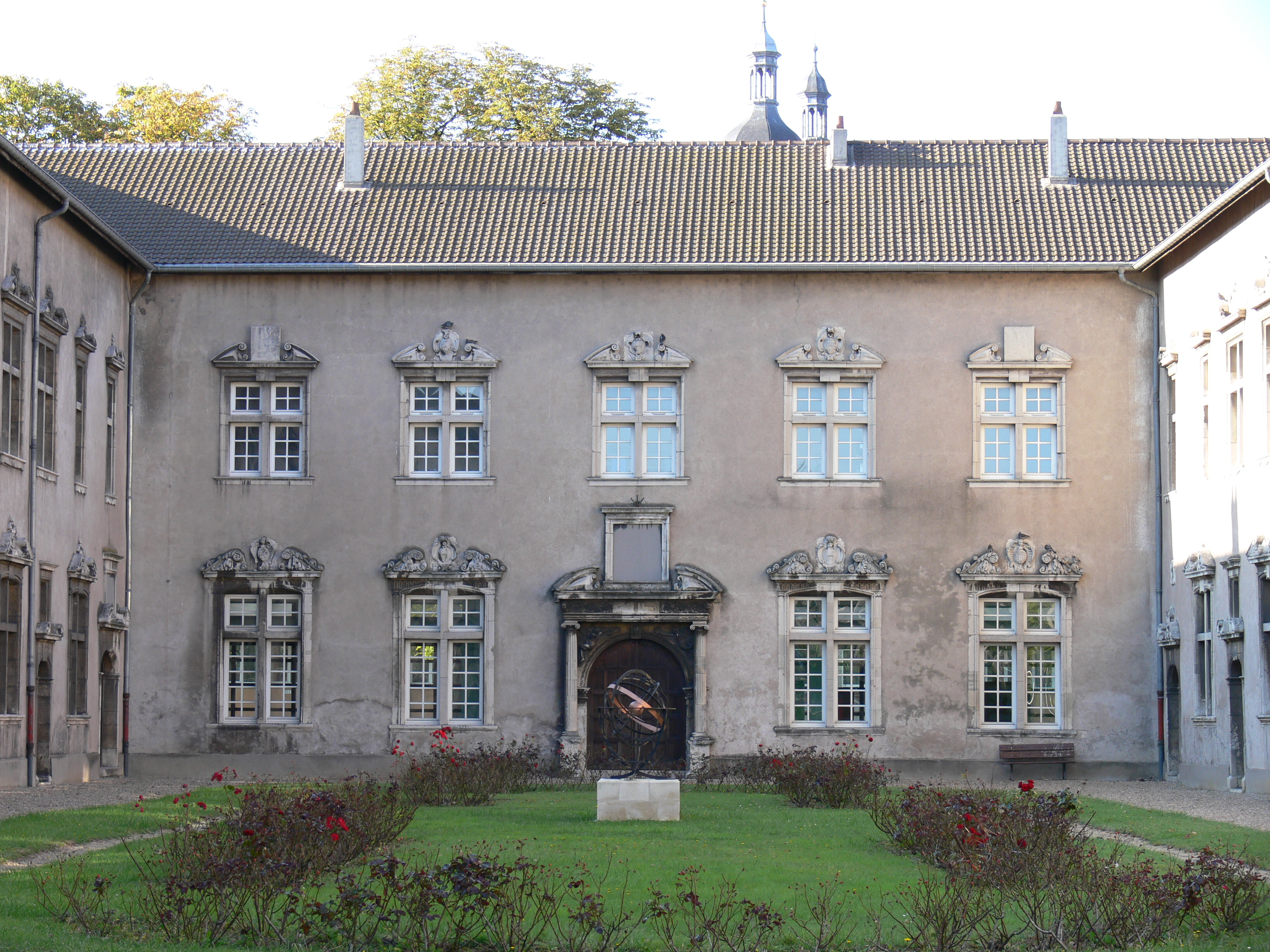
Collège des jésuites à Pont-à-Mousson.

Il fut remarqué d’abord par la marquise de Boufflers, maîtresse en titre du roi Stanislas, qui le prit un temps pour amant. En 1746, Saint-Lambert partit pour la guerre et, à son retour, constata que Madame de Boufflers l’avait remplacé. C’est pour tenter de la rendre jalouse qu’il séduisit la marquise Émilie du Châtelet, qui venait d’arriver à la cour de Lunéville.

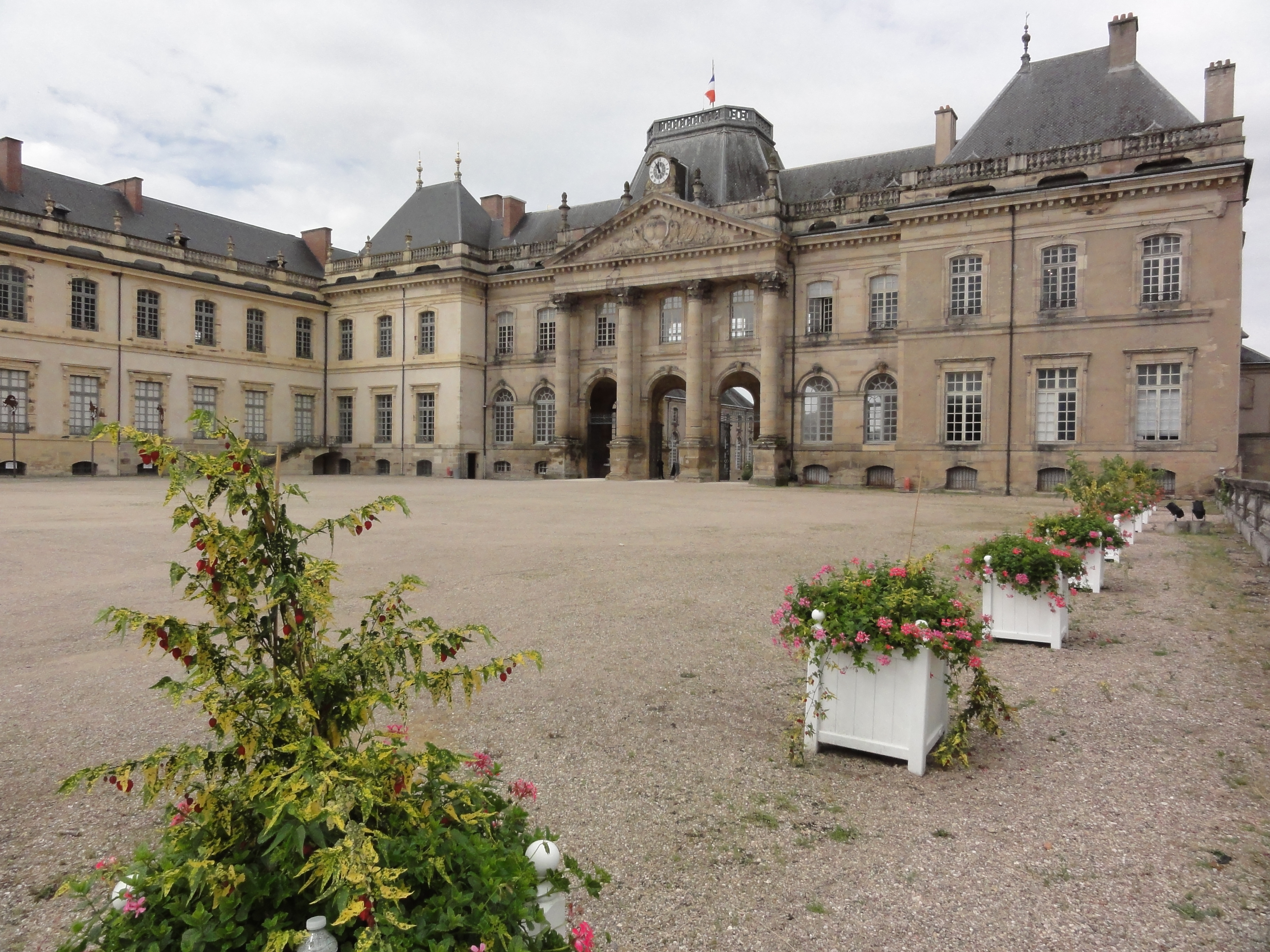
Château de Lunéville aile centrale et aile de l'armée, vue du parc.

Loin d’être piquée, Madame de Boufflers rit de cette liaison et se plut à l’encourager. Ce qui n’était au départ qu’une bagatelle devint une véritable passion. Émilie du Châtelet, qui mettait de l’excès dans tout ce qu’elle entreprenait, se comportait comme une jeune fille amoureuse, laissant des billets dans les cordes de la harpe de Madame de Boufflers pour que Saint-Lambert les y trouvât. Voltaire ignorait la situation ou feignait de ne s’apercevoir de rien ; en tout cas, à cette époque, ses relations avec Saint-Lambert paraissent sans nuage. Émilie du Châtelet finit par tomber enceinte des œuvres de Saint-Lambert. À quarante ans passés, elle mourut le 10 septembre 1749, peu de temps après avoir donné naissance à une petite fille qui ne lui survécut pas. Voltaire et Saint-Lambert furent auprès d’elle jusqu’aux derniers moments. C’est après cette fin tragique que leurs relations s’aigrirent.
Ce froid dura quelques années puis leurs relations reprirent. Voltaire avait de l’admiration pour Saint-Lambert, qu’il estimait comme poète, et fut l’un de ses partisans résolus lorsqu’il se présenta à l’Académie française.
Après la mort d’Émilie du Châtelet, Saint-Lambert se rendit à Paris et prit du service dans l’armée française. Il fit la campagne de 1757 en Hanovre, obtint le grade de colonel dans l’armée du Roi de France et, peu après, à la suite d’une attaque de paralysie, renonça en 1758 au métier des armes pour se consacrer à la poésie. Il prit le titre de marquis, se lia avec les Encyclopédistes – mentionné comme l’auteur anonyme des articles « faste », « familiarité », « fermeté », « flatterie », « fantaisie », « frivolité », « fragilité », "les manières" (Morale), « frivolité & génie » (Littérat.) de l’Encyclopédie de Diderot et D’Alembert –, fréquenta les salons de Mesdames d’Épinay, de Lespinasse, Geoffrin et du Deffand et les dîners de Mlle Quinault. En 1752, il entama avec Sophie d’Houdetot, qui était la belle-sœur de Louise d'Épinay et qui inspira une grande passion à Jean-Jacques Rousseau, une liaison qui devait durer près d’un demi-siècle.
Sa réputation ne tarda pas à grandir dans les cercles littéraires et philosophiques de la capitale. Elle augmenta encore lorsqu’il donna, en 1769, son œuvre maîtresse, le poème des Saisons. Elle lui ouvrit toutes grandes les portes de l’Académie française, où il fut élu le 26 avril 1770 au fauteuil 10, en remplacement de l’abbé Trublet. Dès lors, Saint-Lambert jouit d’une grande influence à l’Académie. Recherché et adulé, il fut l’idole du salon de Suzanne Necker.

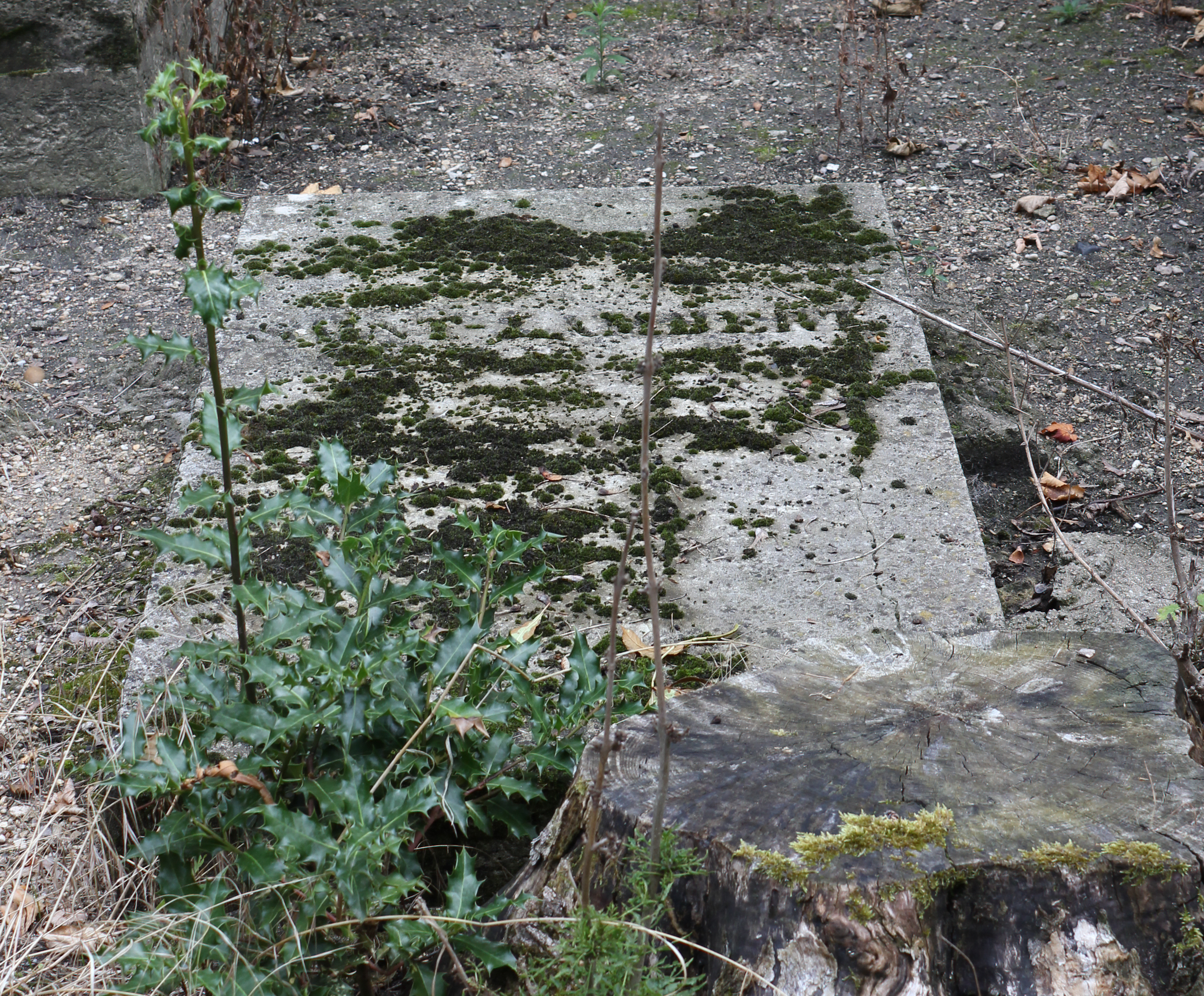
Tombe au cimetière du Père-Lachaise.

Pendant la Révolution française, il se retira à Eaubonne auprès de Sophie d’Houdetot. On l’appela, dès lors, « le sage d’Eaubonne ». En réalité, il était devenu mélancolique, et même un peu faible d’esprit, ne trouvant de satisfaction que dans la gourmandise. Il mourut en 1803. Dans un premier temps inhumé au cimetière de Montmartre, sa dépouille fut transférée au cimetière du Père-Lachaise (11e division),.

## Œuvres
Il a écrit des poèmes et des contes. Ziméo, par exemple, est un conte philosophique.

### Postérité littéraire
Le nom de Saint-Lambert est resté attaché uniquement à son poème des Saisons, qui est le chef-d’œuvre de la poésie descriptive du XVIIIe siècle. Voltaire n’hésite pas à le ranger parmi les « ouvrages de génie » et affirme que : « C’est le seul ouvrage de notre siècle qui passera à la postérité ». D’autres, comme Grimm ou Diderot, signalèrent le manque de verve et d’invention, la froideur du style, l’abondance des chevilles et des épithètes creuses. « Ce Saint-Lambert, écrivait Madame du Deffand à Walpole, est un esprit froid, fade et faux ; il croit regorger d’idées, et c’est la stérilité même ; sans les oiseaux, les ruisseaux, les ormeaux et leurs rameaux, il aurait bien peu de choses à dire. »
Dans les deux cas, c’est peut-être aller un peu loin. Il est certain que, sans éviter tout à fait la sécheresse et la lourdeur, Les Saisons, qui parcourt en quatre chants le cercle de l’année avec ses phénomènes météorologiques, le cycle des saisons et de la vie, les travaux de la campagne, etc., est une œuvre extrêmement soignée, souvent brillante, et qui, dans certains passages, atteint à la grandeur et à la poésie vraie[réf. nécessaire]. C’est par exemple le cas du magnifique morceau de la « Chasse au cerf » :
Le timide animal s’épouvante et s’enfuit
Et voit dans chaque objet la mort qui le poursuit,
Sa route sur le sable est à peine tracée ;
Il devance, en courant, la vue et la pensée ;
L’œil le suit et le cherche aux lieux qu’il a quittés.
Ses cruels ennemis, par le cor excités,
S’élèvent sur ses pas au sommet des montagnes,
Ou fondent à grands cris sur les vastes campagnes.
Effrayé des clameurs et des longs hurlements
Sans cesse à son oreille apportés par les vents,
Vers ces vents importuns il dirige sa fuite :
Mais la troupe implacable, ardente à sa poursuite,
En saisit mieux alors ses esprits vagabonds.
Il écoute et s’élance, et s’élève par bonds ;
Il voudrait ou confondre, ou dérober sa trace,
Se détacher du sable, et voler dans l’espace.
Mais que lui serviront ses feintes, ses retours ?
Les gazons, les taillis révèlent ses détours.
Il revoit ces grands bois, théâtre de sa gloire,
Où jadis cent rivaux lui cédaient la victoire,
Où couvert de leur sang, consumé de désirs,
Pour prix de son courage il obtint les plaisirs.
S’il force un jeune cerf à courir dans la plaine,
Pour présenter sa trace à la meute incertaine,
Le chasseur qui la guide en préviendra l’erreur ;
Que fera-t-il? tremblant, morne, saisi d’horreur,
Son armure l’accable et sa tête est penchée ;
Sous son palais brûlant, sa langue est desséchée ;
Il s’arrête, il entend des cris plus menaçants,
Et fait pour fuir encor des efforts impuissants ;
Ses yeux appesantis laissent tomber des larmes.
A la troupe en fureur il oppose ses armes :
Mais ce vain désespoir ne lui sert qu’un instant ;
ll tombe, il se relève, et meurt en combattant.
Saint-Lambert a également donné des Poésies fugitives qui méritent d’être lues pour leur élégance et leur finesse.
La nouvelle Sarah Th… est, pour Henri Coulet, une réfutation de Julie ou la Nouvelle Héloïse de Jean-Jacques Rousseau. Saint-Lambert critique les préjugés de la société et le rigorisme moral du philosophe.

### Liste chronologique
- 1732 : Ode sur l’eucharistie.
- 1756 : Les fêtes de l’amour et de l’hymen.
- 1759 : Recueil de poésies fugitives.
- 1764 : Essai sur le luxe.
- 1764 : Le Matin et le Soir, poésies.
- 1765 : Sara Th. et l’Abenaki, nouvelle traduite de l’anglais.
- 1769 : Les Saisons, poème lire en ligne sur Gallica
- 1769 : Sara et Ziméo, contes en prose.
- 1770 : Les Deux Amis, conte iroquois.
- 1770 : Idylle tirée du poème des Saisons.
- 1772 : Fables orientales, en prose.
- 1795 : Œuvres mêlées.
- 1796 : Mémoires sur la vie de Bolingbroke.
- 1798 : Principes des mœurs chez toutes les nations ou Catéchisme universel, 3 vol. : Selon cet ouvrage, les vices et les vertus ne sont que des conventions propres à chaque peuple. Cette théorie audacieuse n’empêcha pas le livre d’obtenir le grand prix de morale de l’Institut en 1810.
- 1801 : Œuvres philosophiques, 5 vol.
- 1814, 1822, 1823 : Œuvres, 2 vol.
- 1826 : Poésies.